# كيغان بيريرا (لاعب هوكي الحقل)
كيغان بيريرا (بالإنجليزية: Keegan Pereira) هو لاعب هوكي الحقل هندي، ولد في 8 سبتمبر 1991 في مومباي في الهند.

## وصلات خارجية
- كيغان بيريرا على موقع الاتحاد الدولي للهوكي (الإنجليزية)
- كيغان بيريرا على موقع اللجنة الأولمبية الدولية (الإنجليزية)
- كيغان بيريرا على موقع أوليمبيديا (الإنجليزية)
- كيغان بيريرا على موقع اللجنة الأولمبية الكندية (الإنجليزية)